# Antonia Candela
María Antonia Candela Martín, más conocida como Antonia Candela, (7 de diciembre de 1945) es una científica mexicana, investigadora y docente. Sus aportaciones se centran en los estudios socioculturales y etnográficos sobre la enseñanza, análisis del discurso, didáctica, desarrollo curricular para la enseñanza de las ciencias, así como la educación intercultural y enseñanza universitaria de física.

## Trayectoria académica
Estudio la licenciatura en física en la Universidad Nacional Autónoma de México, así como la maestría y doctorado en Investigaciones Educativas en el Departamento de Investigaciones Educativas-Cinvestav, donde es investigadora y docente desde 1977.
De su trayectoria en el campo de la educación, destacan proyectos de desarrollo curricular y la realización libros de texto para educación básica y media superior, tales como textos oficiales, programas para la enseñanza de las ciencias en primaria, textos para instructores e infancias sobre cursos comunitarios, así como programa de física para el Modelo Educativo del Bachillerato Intercultural.
Su producción académica se centra en la enseñanza promoción y defensa de la ciencia en la educación, desde el análisis del discurso, la retórica de la ciencia en la interacción del aula, así como la etnografía y estudios socioculturales.

En relación con la importancia de la enseñanza de la ciencia comenta:
Su enseñanza es importante en términos de la modernización y el desarrollo tecnológico del mundo actual. Para que la ciencia no sea asumida en forma pasiva, sino que se entienda y, en ese sentido, se tenga capacidad de decisión, de mantener una postura crítica frente al desarrollo tecnológico o los avances de la ciencia. La ciencia no sólo da acceso a la información que permite explicar ciertas cosas, también es una manera de cuestionarse sobre la realidad, de organizar el pensamiento, analizar críticamente y generar ciertas actitudes más racionales sobre el mundo.

## Obras
Entre sus obras destacan:
- (1999) Ciencia en el aula: Los alumnos entre la argumentación y el consenso.México, Buenos Aires, Barcelona: Paidós.

- (1997) La Necesidad de Entender, Explicar y Argumentar: Los Alumnos de Primaria en la Actividad Experimental. CINVESTAV/SEP. México.

- (2014) María de la Riva, Gabriela Naranjo ¿Qué crees que va a pasar? Las actividades experimentales en clases de Ciencias. México: Ediciones SM-Cinvestav. Colección Somos maestros, Serie Enseñar y Aprender.

## Premios y reconocimientos
- Ha sido integrante de más de 10 comités editoriales de revistas internacionales y miembro de 13 organizaciones de investigación educativa, la mayoría de nivel internacional.
- Es representante de América Latina en la Internacional Society for Cultural Activity Research (ISCAR).
- Integrante del Internacional Advisory Board de la serie de libros Studing Multicultural Discourses, Hong Kong,